# Klaus Wegener
Klaus Wegener (født 23. januar 1944, død 5. august 2018) var en dansk skuespiller.
Wegener var uddannet fra Skuespillerskolen ved Aarhus Teater 1966-1969 og var bl.a. ansat ved Aarhus Teater og Svalegangen.
Klaus Wegener døde ved en drukneulykke ved øen Anholt.

## Filmografi
- Riget I (1994)
- Riget II (1997)

### Tv-serier
- TAXA (1997-1999)